# 特快列车 (电影)
《特快列车》（英語：An Express train）是1965年12月上映于中国大陆的故事片，导演赵心水，主演卢桂兰、史可夫、盛林中、贺小书。

## 剧情
1960年代，一列由通集开往江城方向的502次列车，在途中遇到了一位因防止列车发生事故而受伤的解放军营长。最终，在请示吉林铁路局后，502次列车临时改为特快列车，以最快的速度将伤员送到江城，挽救了伤员的性命。

## 主演
- 卢桂兰 饰 裴兰英
- 盛林中 饰 林营长

## 花絮
该片是根据真实故事改编，由长春电影制片厂制作。